# Công viên núi Wilhelmshöhe
Công viên núi Wilhelmshöhe (tiếng Đức: Bergpark Wilhelmshöhe) là một công viên cảnh quan độc đáo nằm ở Kassel, bang Hessen, miền Trung nước Đức. Với diện tích 2,4 kilômét vuông (590 mẫu Anh), đây là công viên nằm trên sườn đồi lớn nhất châu Âu và lớn thứ hai thế giới. Việc xây dựng công viên núi bắt đầu vào năm 1689 theo lệnh của lãnh chúa Hesse-Kassel và mất khoảng 150 năm mới hoàn thành. Ngày nay, công viên mở cửa cho công chúng tham quan. Năm 2013, công viên đã được UNESCO công nhận là Di sản thế giới.

## Địa lý
Công viên nằm tại huyện Bad Wilhelmshöhe của Kassel, phía bắc bang Hesse. Nó nằm ở phía tây trung tâm thành phố, dưới chân những ngọn đồi Habichtswald. Nó còn được gọi là ga Kassel-Wilhelmshöhe, một điểm dừng của tuyến đường sắt cao tốc Hanover–Würzburg.

## Lịch sử

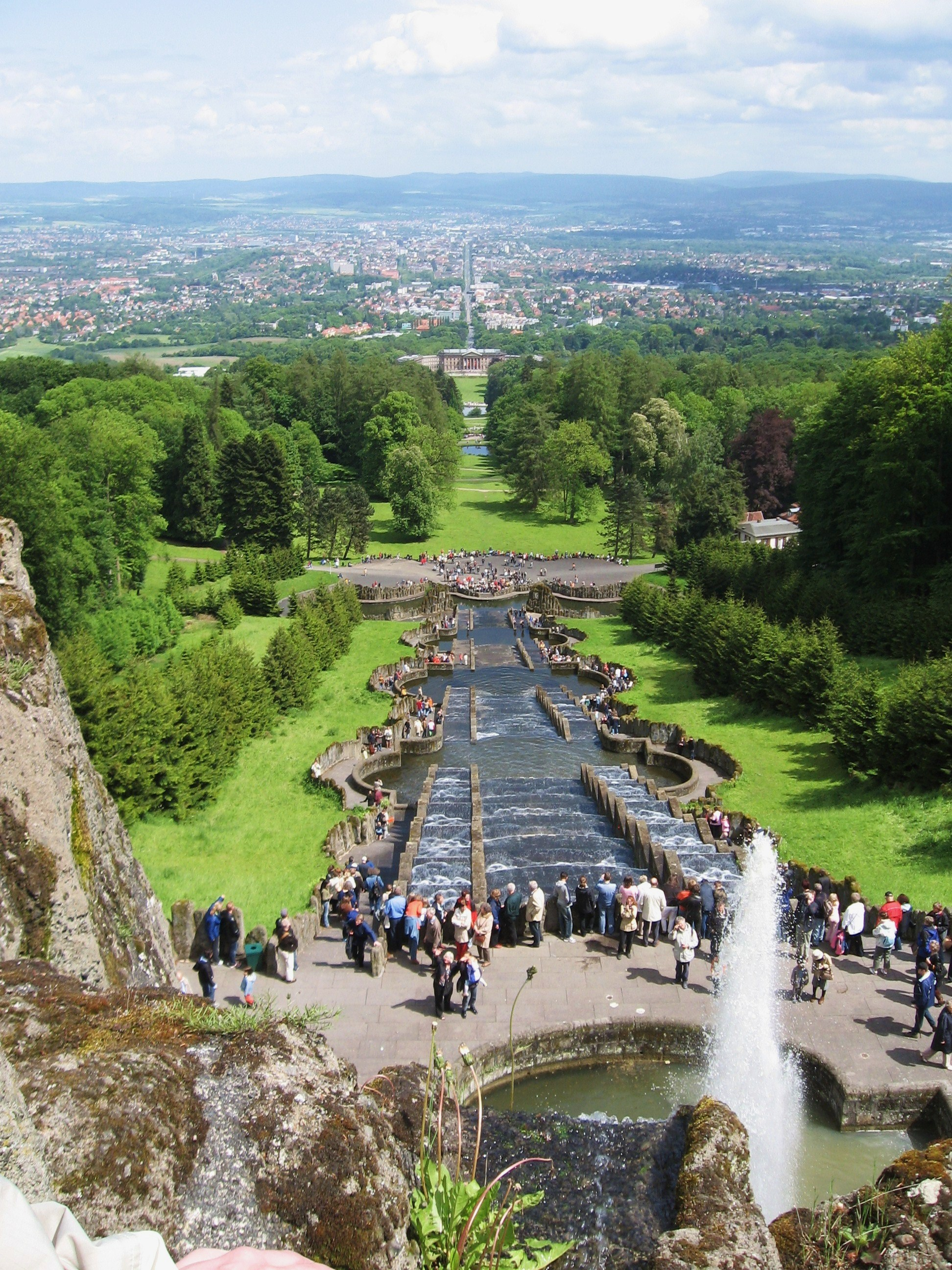
Nhìn về phía thành phố Kassel

Quy hoạch ban đầu của nó theo phong cách kiến trúc Baroque của một khu vườn Ý và vườn kiểu cách Pháp, với các đặc tính của nước chảy xuống dốc theo từng tầng đến cung điện Wilhelmshöhe, sau đó nó được bố trí lại thành một vườn phong cảnh kiểu Anh.
Năm 1143, luật sĩ từ Mainz thành lập tu viện Weißenstein tại địa điểm của cung điện Wilhelmshöhe ngày nay. Tu viện này đã bị giải thể trong quá trình cải cách Tin Lành. Lãnh chúa Philipp I von Hessen sử dụng các tòa nhà còn lại làm cung điện săn bắn (Jagdschloss),  phần lớn được xây dựng lại bởi hậu duệ của ông là lãnh chúa Moritz von Hessen-Kassel từ năm 1606 đến năm 1610.

### 1696–1806
Công viên núi ra đời như một công viên Baroque dưới thời lãnh chúa Karl von Hessen-Kassel. Năm 1701, kiến trúc sư người Ý Giovanni Francesco Guerniero bắt đầu xây dựng tượng đài Hercules và những thác nước khổng lồ. Năm 1785, Wilhelm I, Lãnh chúa của Hessen-Kassel bắt đầu mở rộng công viên, và một năm sau đó, kiến trúc sư của ông là Simon Louis du Ry đã thiết kế cung điện cung điện Wilhelmshöhe mang Kiến trúc Tân cổ điển.
Trong khi đó, lý tưởng của cảnh quan đã thay đổi từ kiểu Baroque của Pháp sang vườn phong cảnh kiểu Anh. Trong quá trình mở rộng và sửa đổi, kiến trúc sư sân vườn người Đức Heinrich Christoph Jussow ngoài việc đóng góp vào việc thiết kế cung điện đã tạo ra các công trình đặc trưng cho công viên ngày nay bao gồm lâu đài nhân tạo Löwenburg, cầu máng nước La Mã cũng như các phần mở rộng của khu vườn nước như hồ, đài phun nước, cầu Teufelsbrücke (cầu của Quỷ) với ao Höllenteich (ao Địa ngục). Năm 1793, Karl Steinhöfer đã thêm thác Steinhöfer vào khu vườn nước.

### 1806–1866

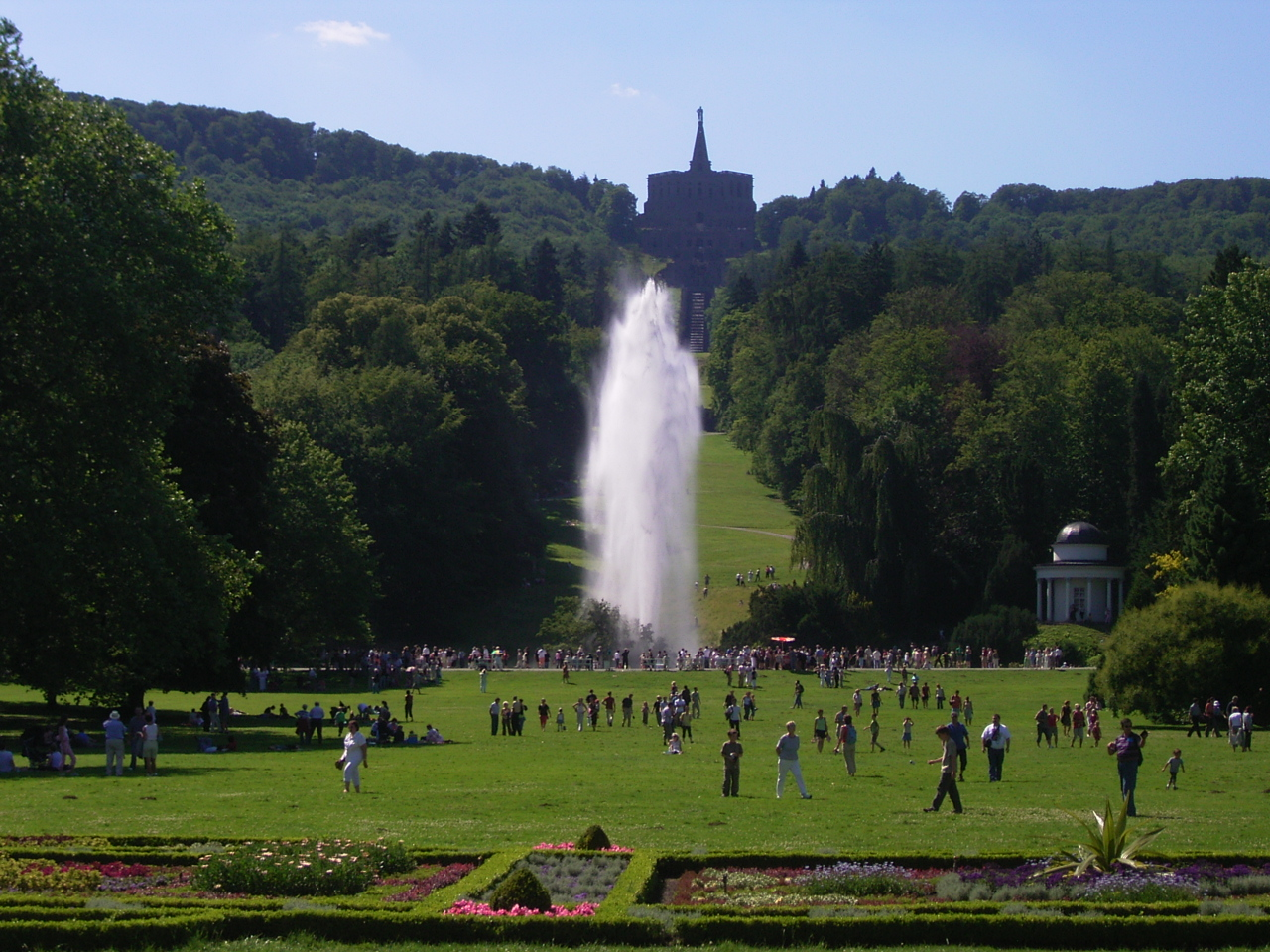
Đài phun nước lớn

Kassel trở thành thủ đô của vương quốc Westphalia mới được thành lập, một nước chư hầu của Pháp do em trai của Napoléon là Jérôme Bonaparte cai trị. Ông đặt triều đình tại cung điện Wilhelmshöhe (được đổi tên thành Napoléonshöhe) cho đến năm 1813, sau thất bại của Napoléon và sự phục hồi của tuyển đế hầu. Trưởng thị thần của nhà vua và thống đốc của dinh Napoléonshöhe là bá tước Heinrich von Blumenthal. Năm 1826, Wilhelm II, Lãnh chúa của Hessen-Kassel ra lệnh xây dựng công trình lớn cuối cùng của công viên núi Wilhelmshöhe, là Wasserfall (Thác nước lớn).

### 1866–1918
Đứng về phía Áo trong Chiến tranh Áo – Phổ để giành quyền tối cao ở Đức, công quốc này sau đó đã bị vương quốc Phổ sáp nhập vào năm 1866. Chính quyền Phổ sau đó đã hợp nhất Công quốc Nassau, Frankfurt và Hesse-Kassel tạo thành tỉnh mới Hesse-Nassau của Phổ. Kassel không còn là một nơi ở vương quyền, triều đại của những người tạo ra công viên đã kết thúc.
Năm 1870, sau trận Sedan, hoàng đế Pháp Napoléon III bị bắt làm tù nhân đến cung điện Wilhelmshöhe trước khi lưu vong ở Anh. Từ năm 1899, hoàng đế Đức Wilhelm II khi đi học ở Kassel đã chọn Wilhelmshöhe làm nơi cư trú mùa hè của ông, điều này đã biến lâu đài và công viên thành trung tâm chính trị châu Âu trong hai thập kỷ tiếp theo. Sau khi Hiệp định đình chiến ngày 11 tháng 11 năm 1918 kết thúc Chiến tranh thế giới lần thứ nhất, thống chế Đức Paul von Hindenburg đã chỉ huy cuộc rút quân và giải ngũ của quân Đức khỏi Kessel từ tháng 11 năm 1918 đến tháng 2 năm 1919.

### Thế kỷ 20 và 21
Cung điện Wilhelmshöhe đã bị hư hại bởi trận không kích của quân Đồng minh trong Chiến tranh thế giới lần thứ hai. Từ năm 1968 đến năm 1974, nó được xây dựng lại như một bảo tàng nghệ thuật. Nơi đây có một bộ sưu tập giấy dán tường, một bô sưu tập đồ cổ thế giới Hy-La và một phòng trưng bày các bức tranh của các họa sĩ bậc thầy trước đó. Bộ sưu tập tập trung vào thế kỷ 16 và 17, chứa các kiệt tác của các họa sĩ Đức, Ý, Pháp và Tây Ban Nha. Nó bao gồm bộ sưu tập các tác phẩm của của Rembrandt lớn thứ hai ở Đức. Các tác phẩm đáng chú ý nhất là "Saskia van Uylenburgh" của Rembrandt và "The Man with the Slouch Hat" (Người đàn ông với chiếc mũ vành) Frans Hals.
Năm 1972, Thủ tướng Tây Đức Willy Brandt và thủ tướng Cộng hòa Dân chủ Đức Willi Stoph đã có cuộc gặp tại cung điện Wilhelmshöhe để đàm phán giữa hai nhà nước Đức.
Không có phần mở rộng nào được thực hiện tại công viên trong thế kỷ 20. Việc cải tạo quy mô lớn tượng đài Hercules và các thác nước đã được tiến hành trong thế kỷ 21, và vẫn đang được tiếp tục, phần lớn tượng đài tiếp tục bị che phủ trong giàn giáo.

## Mô tả
Công viên bao gồm một diện tích khoảng 2,4 km vuông (0.93 sq mi), kéo dài lên núi Karlsberg với tượng đài Hercules (Kassel) ở độ cao 526,2 m (1.726 ft). Kassel Hercules là một bức tượng đồng mô tả á thần Hy Lạp cổ đại Heracles. Đó là bản sao của bức tượng Farnese Hercules thế kỷ 3 được tạo ra bởi Johann Jacob Anthoni, một thợ kim hoàn đến từ Augsburg.
Nhà Sử học nghệ thuật Georg Dehio (1850-1932) đã mô tả công viên như "có thể nó là sự kết hợp vĩ đại nhất của kiến trúc cảnh quan Baroque so với bất cứ nơi nào "("vielleicht das Grandioseste, was irgendwo der Barock in Verbindung von Architektur und Landschaft gewagt hat. ").

## Ngày nay
Bergpark Wilhelmshöhe được quản lý bởi Chính quyền bang Hesse và liên kết với Mạng lưới Vườn di sản châu Âu từ năm 2009. Ngày 23 tháng 6 năm 2013, nó đã được UNESCO công nhận là một Di sản thế giới, trong phiên họp thường niên của Ủy ban tại Phnôm Pênh. Nó là một phần của Bảo tàng Cảnh quan Hessen-Kassel.

## Hình ảnh

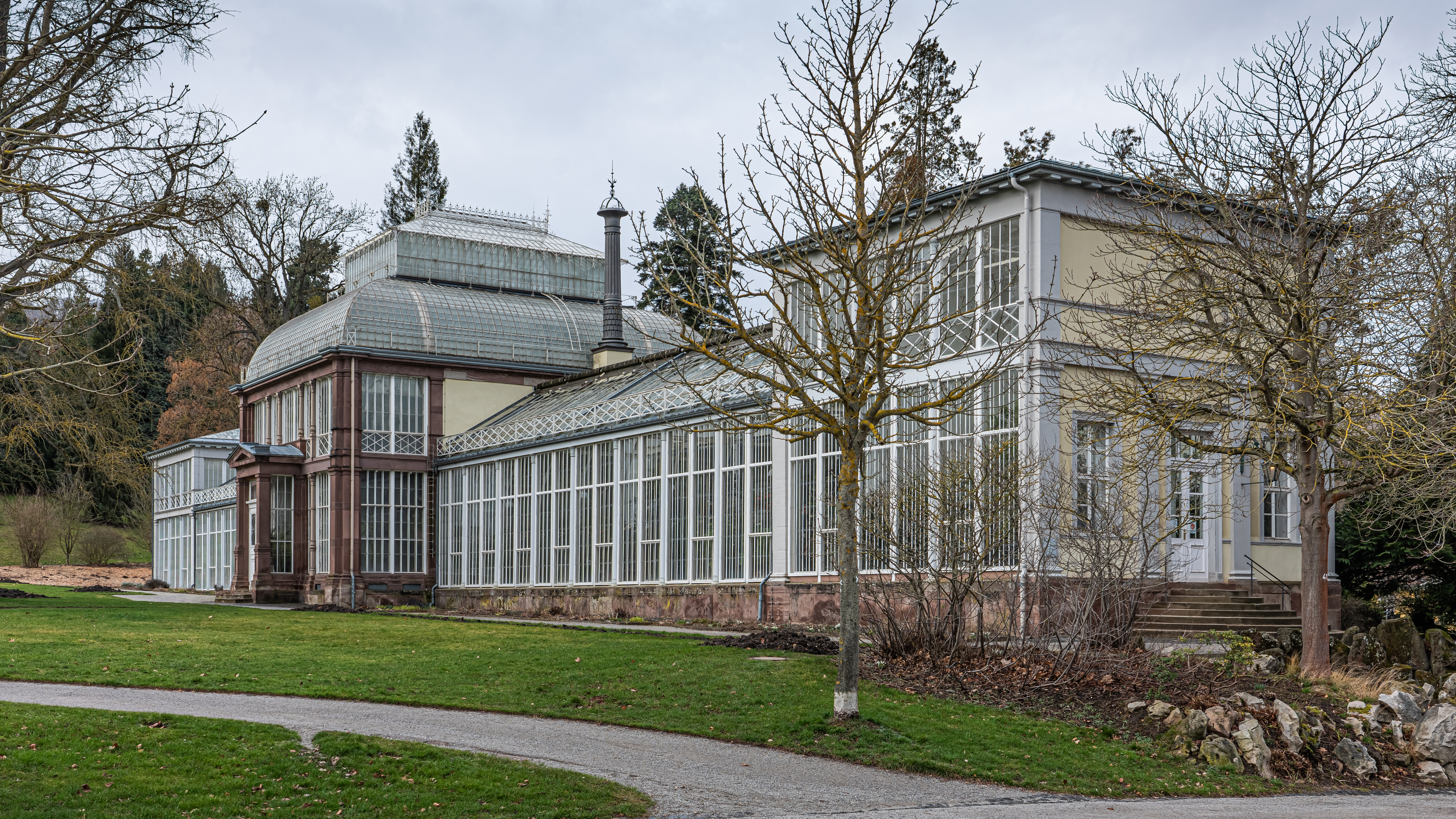
Vườn cam
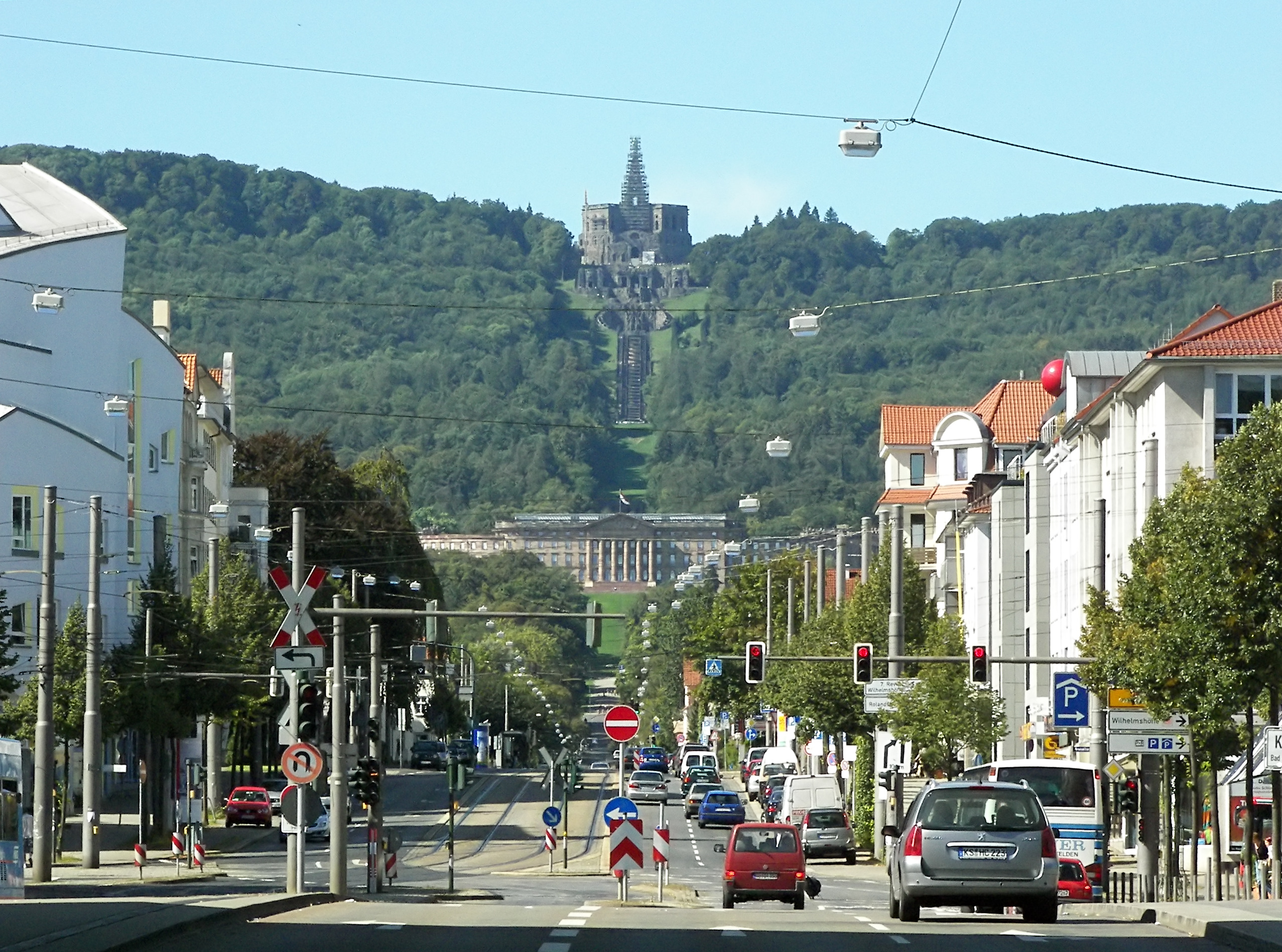
Công viên núi Wilhelmshöhe, nhìn từ trung tâm thành phố Kassel
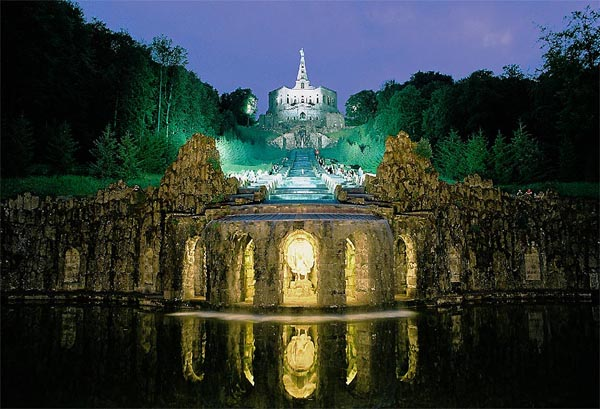
Nghệ thuật nước, được chiếu sáng vào ban đêm
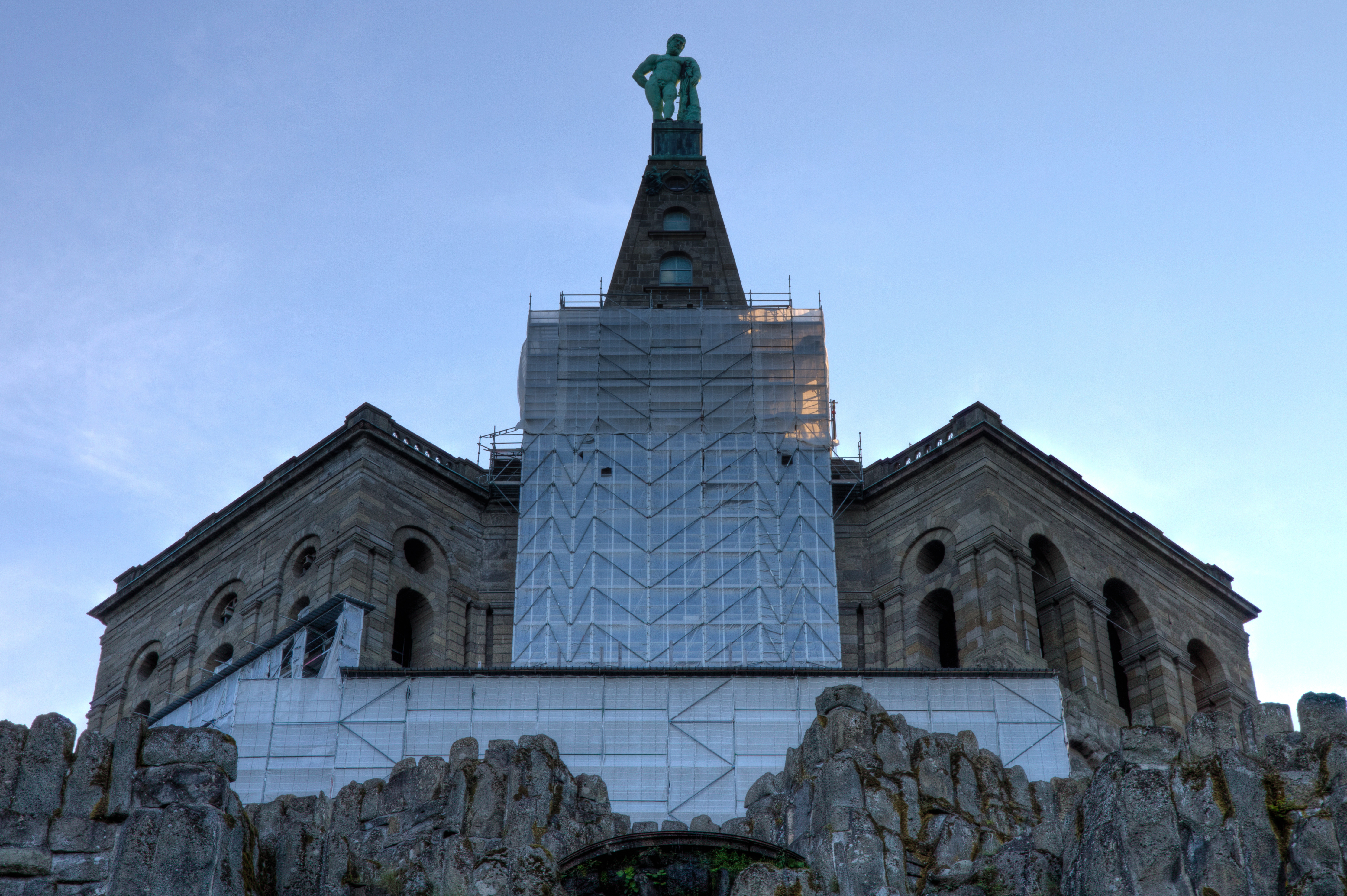
Tượng Hercules trên đỉnh bát giác, được nhìn thấy trong quá trình tu sửa năm 2011
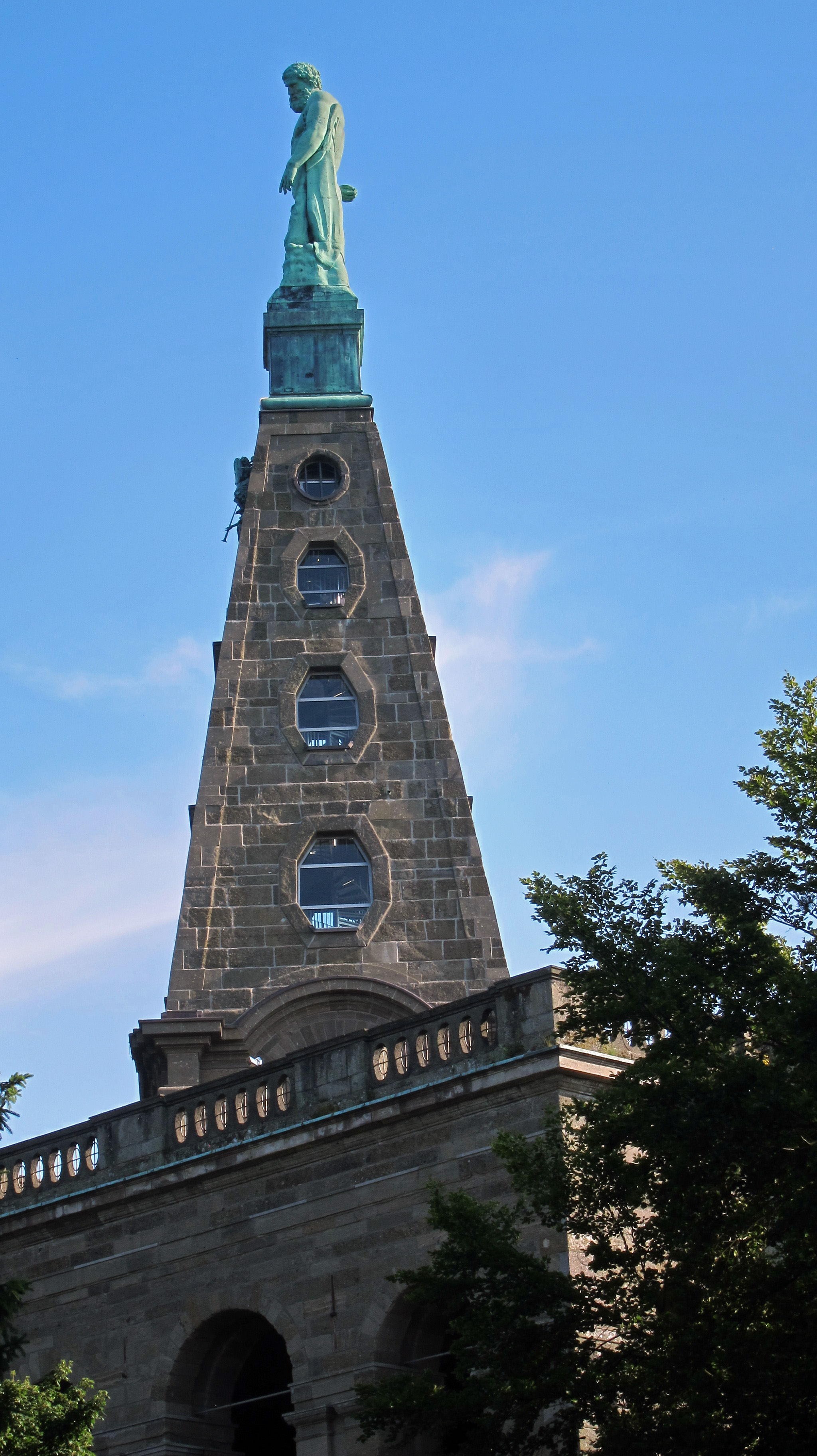
Công viên núi Wilhelmshöhe, góc nhìn bên tượng Hercules
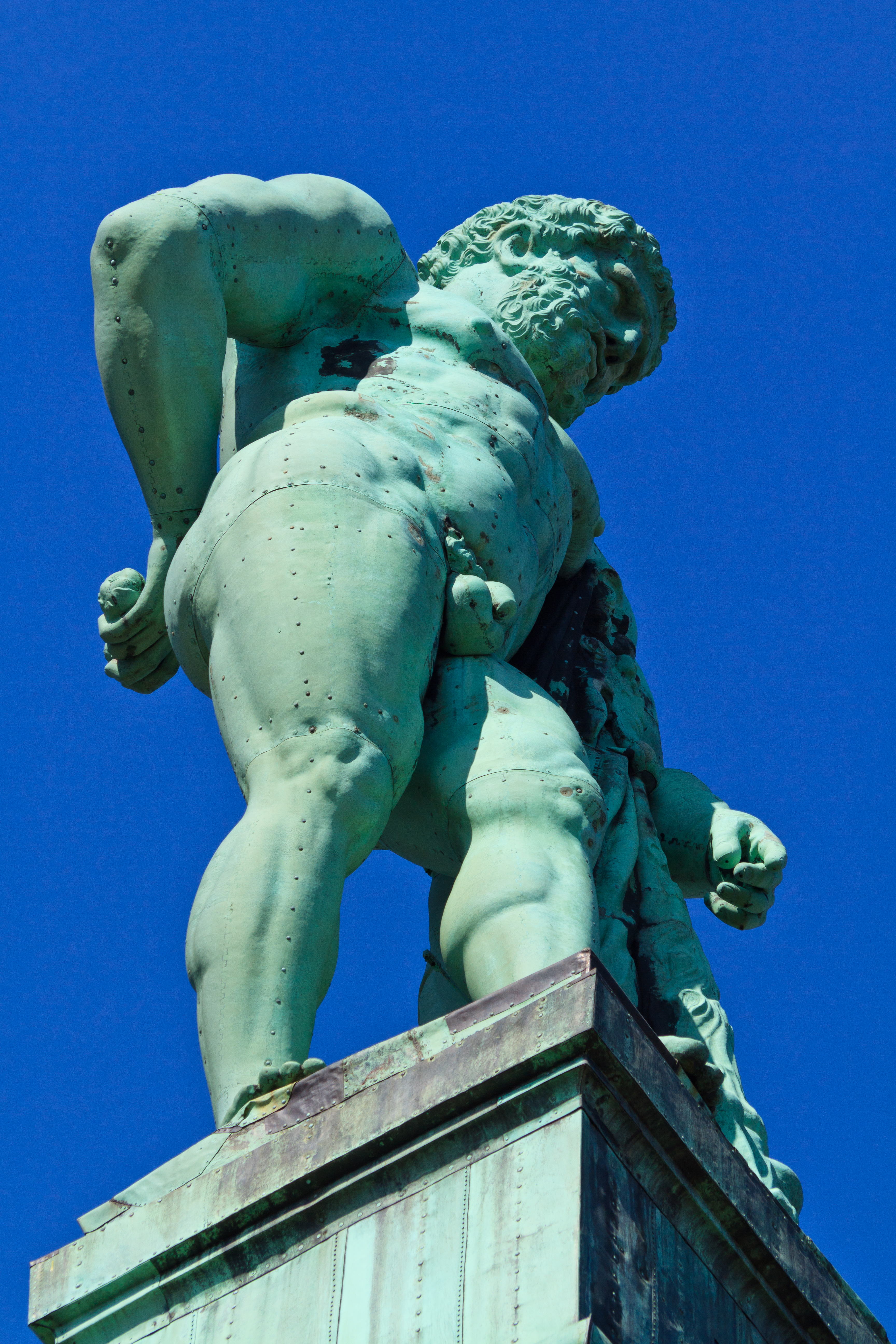
Cận cảnh tượng Hercules
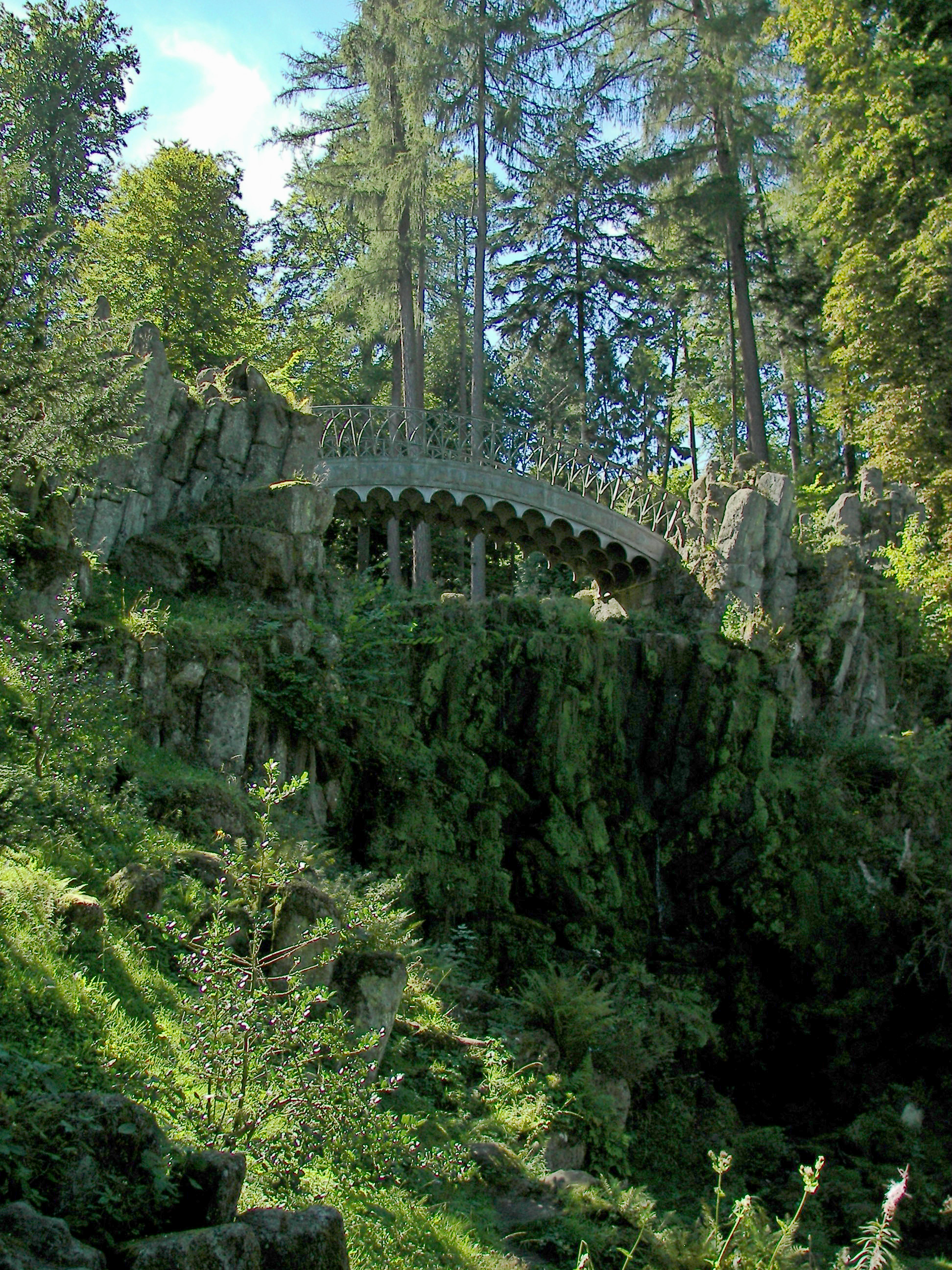
The Teufelsbrücke (Cầu của Quỷ)
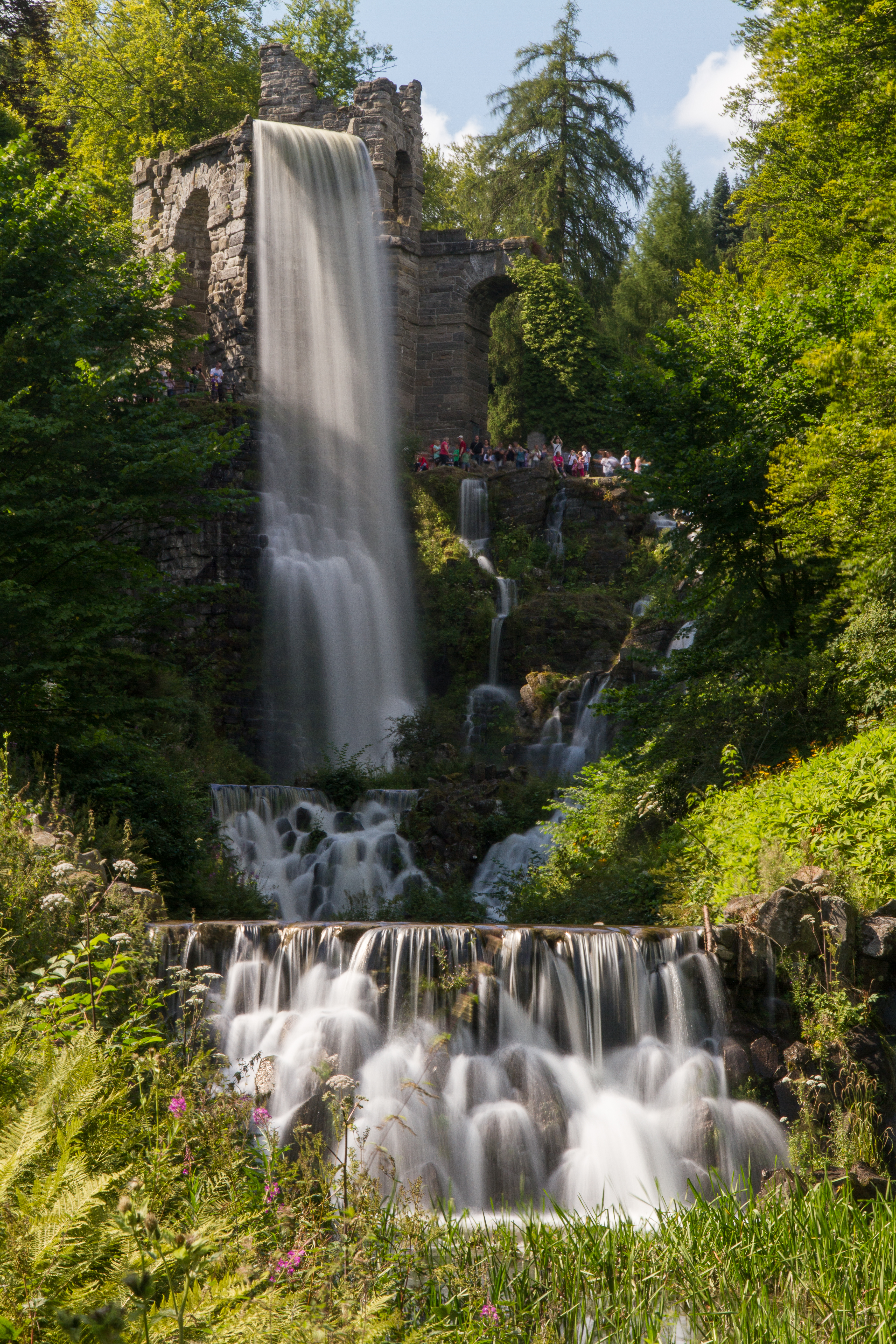
Thác nước nhân tạo
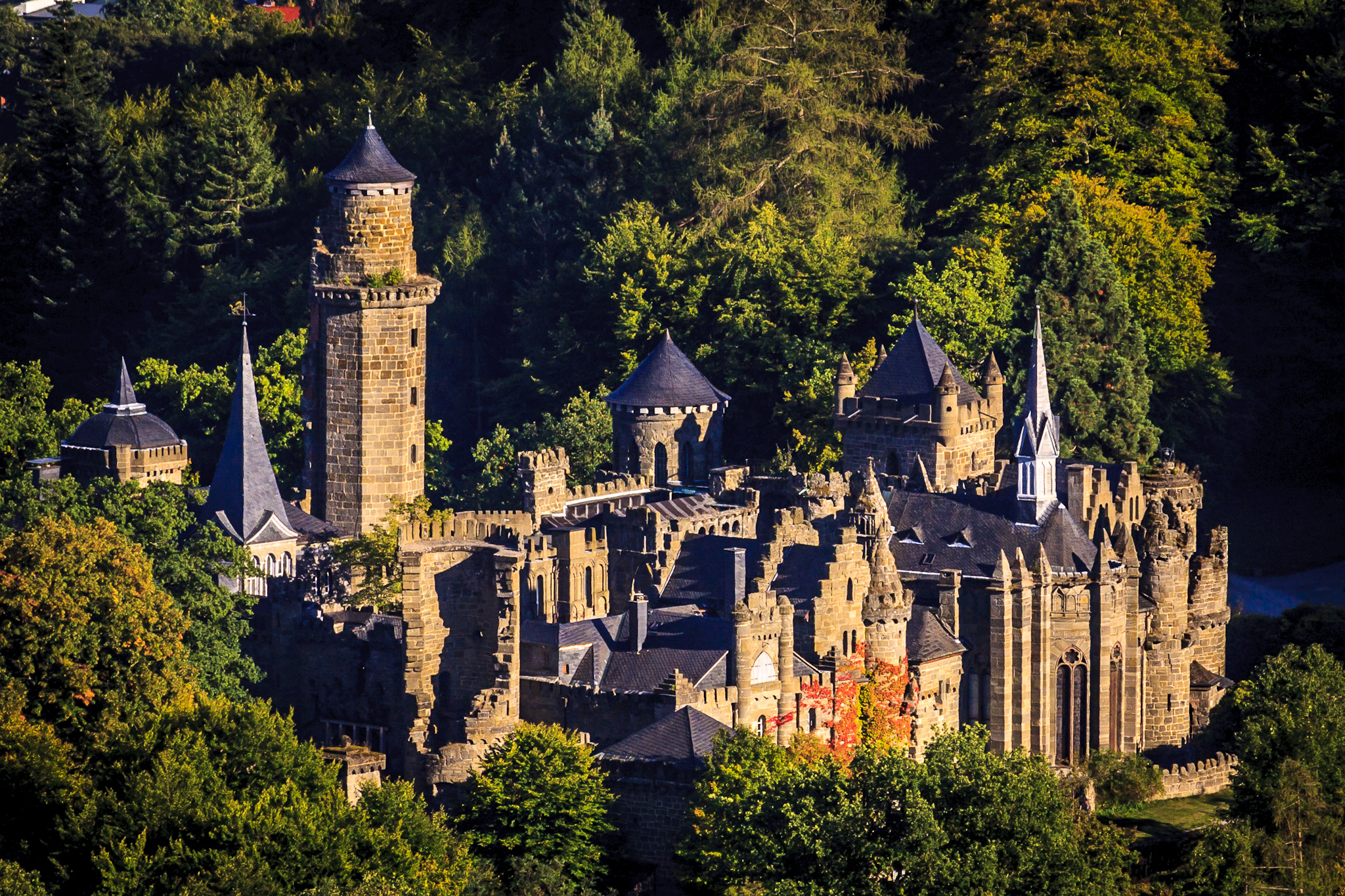
Lâu đài nhân tạo Löwenburg (Lâu đài Sư tử)
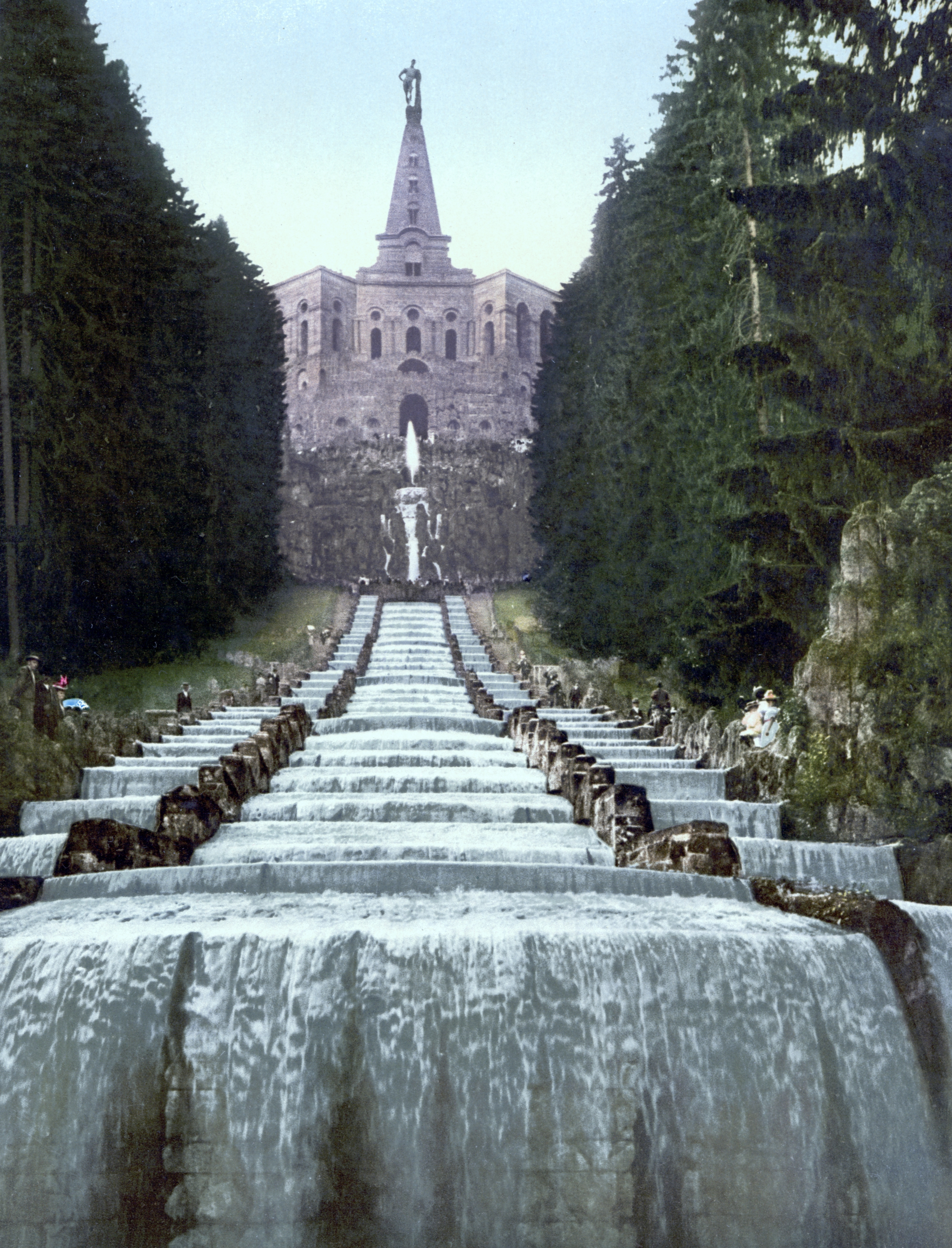
Nước chảy xuống các tầng thác, một bức tranh màu trước năm 1903